# リーガ・エスパニョーラ2004-2005
リーガ・エスパニョーラ2004-2005は、スペイン国内のプロサッカーリーグであるリーガ・エスパニョーラの74シーズン目である。開催期間は、2004年8月28日から2005年5月29日まで。バルセロナが6季ぶり17回目の優勝を達成した 。
セグンダ・ディビシオン2003-2004で1部リーグ昇格を決め、本季よりプリメーラ・ディビシオンに参戦するのは、レバンテUD、CDヌマンシア、ヘタフェCFの3チーム 。

## チーム編成
前シーズン（2003-2004）は、レアル・マドリードとFCバルセロナは、どちらも、思わしくない成績であった。レアル・マドリードは、フロレンティノ・ペレス会長の下、ホセ・アントニオ・カマーチョ監督と契約を結んだ 。デフェンダーとして、ワルテル・サムエル、ジョナサン・ウッドゲートで強化。また、フォワードとして、2001年バロンドール獲得者である、英国選手マイケル・オーウェンを招き、ギャラクティコ（銀河系軍団）の体制を作った 。
一方、FCバルセロナでは、5年間の不作を克服すべく、抜本的な改革を行った。過去7年オランダ系の選手が多かったことで、まず、5人のオランダの選手を含む8人の選手を手放した 。そして、デコの愛称のあるアンデルソン・ルイス・デ・ソウザとリュドヴィク・ジュリを獲得した。彼らは、2004年のチャンピオン・リーグで、FCポルトとASモナコ戦で活躍した選手であった。デコは、この時に最優秀選手となっていた。さらに、ジュリアーノ・ベレッチ、エジミウソン・ジョゼ・ゴメス・ジ・モラエスの2人のブラジル人選手も加わった 。さらに、カメル―ン出身のサミュエル・エトーが、RCDマジョルカから移籍した 。

## 経過
レアル・マドリードのカマーチョ監督は、欧州チャンピオンリーグとリーグの2試合に負けたことで、選手の信任を得られなくなり、4か月間で辞任した。その時期にアシスタントをしていたマリアノ・ガルシア・レモンが一時代替したが、12月に、ブラジル人、ヴァンデルレイ・ルシェンブルゴが、これに替わった。この時点で5位であった。
その一方、FCバルセロナは、ロナウジーニョ、ジュリ、エトーで、デフェンスに強く、13試合に勝ち、一位を独走していた。その後には、バレンシアFCが付いていた。
新年明けになると、FCバルセロナが、1敗した後、レアル・マドリードが、機会をつかみ、2位に付けた。これは、レアル・ソシエダとの試合途中で、テロの警告があったことで、6分間が加えられたので、ジネディーヌ・ジダンのペナルティにより、同点から1点を追加して勝った 。また、冬のメンバー調整で、トーマス・グラヴェセンが加わった。この経過で、4月には、ホームで、対バルセロナ戦で、4対2で勝利し 、1位のFCバルセロナに迫った。
しかしながら、FCバルセロナは、その後も順調に駒を進め優勝を決めた。レアル・マドリードは、2位となった 。

## 順位
| 順位 | クラブ名                           | 勝点 | 勝 | 分 | 負 | 得点 | 失点 | 差  | 備考                                                  |
| ---- | ---------------------------------- | ---- | -- | -- | -- | ---- | ---- | --- | ----------------------------------------------------- |
| 1    | FCバルセロナ                       | 84   | 25 | 9  | 4  | 73   | 29   | +44 | UEFAチャンピオンズリーグ 2005-06 グループリーグ出場権 |
| 2    | レアル・マドリード                 | 80   | 25 | 5  | 8  | 71   | 32   | +39 | UEFAチャンピオンズリーグ 2005-06 グループリーグ出場権 |
| 3    | ビジャレアルCF                     | 65   | 18 | 11 | 9  | 69   | 37   | +32 | UEFAチャンピオンズリーグ 2005-06 3回戦出場権          |
| 4    | レアル・ベティス                   | 62   | 16 | 14 | 8  | 62   | 50   | +12 | UEFAチャンピオンズリーグ 2005-06 3回戦出場権          |
| 5    | RCDエスパニョール                  | 61   | 17 | 10 | 11 | 54   | 46   | +8  | UEFAカップ 2005-06 1回戦出場権                        |
| 6    | セビージャFC                       | 60   | 17 | 9  | 12 | 44   | 41   | +3  | UEFAカップ 2005-06 1回戦出場権                        |
| 7    | バレンシアCF                       | 58   | 14 | 16 | 8  | 54   | 39   | +15 | UEFAインタートトカップ 2005 三回戦出場権              |
| 8    | デポルティーボ・デ・ラ・コルーニャ | 51   | 12 | 15 | 11 | 46   | 50   | -4  | UEFAインタートトカップ 2005 二回戦出場権              |
| 9    | アスレティック・ビルバオ           | 51   | 14 | 9  | 15 | 59   | 54   | +5  | UEFAインタートトカップ 2005 二回戦出場権              |
| 10   | マラガCF                           | 51   | 15 | 6  | 17 | 40   | 48   | -8  |                                                       |
| 11   | アトレティコ・マドリード           | 50   | 13 | 11 | 14 | 40   | 34   | +6  |                                                       |
| 12   | レアル・サラゴサ                   | 50   | 14 | 8  | 16 | 52   | 57   | -5  |                                                       |
| 13   | ヘタフェCF                         | 47   | 12 | 11 | 15 | 38   | 46   | -8  |                                                       |
| 14   | レアル・ソシエダ                   | 47   | 13 | 8  | 17 | 47   | 56   | -9  |                                                       |
| 15   | CAオサスナ                         | 46   | 12 | 10 | 16 | 46   | 65   | -19 | UEFAカップ 2005-06 1回戦出場権                        |
| 16   | ラシン・サンタンデール             | 44   | 12 | 8  | 18 | 41   | 58   | -17 |                                                       |
| 17   | RCDマジョルカ                      | 39   | 10 | 9  | 19 | 42   | 63   | -21 |                                                       |
| 18   | レバンテUD                         | 37   | 9  | 10 | 19 | 39   | 58   | -19 | セグンダ・ディビシオンに自動降格                      |
| 19   | CDヌマンシア                       | 29   | 6  | 11 | 21 | 30   | 61   | -31 | セグンダ・ディビシオンに自動降格                      |
| 20   | アルバセテ・バロンピエ             | 28   | 6  | 10 | 22 | 33   | 56   | -23 | セグンダ・ディビシオンに自動降格                      |

## ピチーチ賞
最も多く得点を挙げた選手にはピチーチ賞が贈られる。
| 順位 | 選手                     | 所属クラブ               | 得点数 | PK数 |
| ---- | ------------------------ | ------------------------ | ------ | ---- |
| 1    | ディエゴ・フォルラン     | ビジャレアルCF           | 25     | 1    |
| 1    | サミュエル・エトオ       | FCバルセロナ             | 25     | 4    |
| 3    | リカルド・オリヴェイラ   | レアル・ベティス         | 22     | 1    |
| 4    | ロナウド                 | レアル・マドリード       | 21     | 1    |
| 5    | ジュリオ・バチスタ       | セビージャFC             | 18     | 2    |
| 6    | フェルナンド・トーレス   | アトレティコ・マドリード | 16     | 4    |
| 7    | マキシ・ロドリゲス       | RCDエスパニョール        | 15     | 1    |
| 7    | ダビド・ビジャ           | レアル・サラゴサ         | 15     | 3    |
| 7    | フアン・ロマン・リケルメ | ビジャレアルCF           | 15     | 8    |
| 10   | マイケル・オーウェン     | レアル・マドリード       | 13     | 0    |

## サモラ賞
平均失点数が最も低いゴールキーパーにはサモラ賞が贈られる。
| 順位 | 選手                       | クラブ                   | 試合 | 失点 | 失点率 |
| ---- | -------------------------- | ------------------------ | ---- | ---- | ------ |
| 1    | ビクトル・バルデス         | FCバルセロナ             | 35   | 25   | 0.71   |
| 2    | イケル・カシージャス       | レアル・マドリード       | 37   | 30   | 0.81   |
| 3    | レオ・フランコ             | アトレティコ・マドリード | 37   | 32   | 0.86   |
| 4    | ペペ・レイナ               | ビジャレアルCF           | 38   | 37   | 0.97   |
| 5    | サンティアゴ・カニサレス   | バレンシアCF             | 29   | 29   | 1.00   |
| 6    | エステバン                 | セビージャFC             | 28   | 33   | 1.18   |
| 7    | イドリス・カルロス・カメニ | RCDエスパニョール        | 38   | 45   | 1.18   |
| 8    | トニ・ドブラス             | レアル・ベティス         | 29   | 35   | 1.21   |
| 9    | ダニエル・アランスビア     | アスレティック・ビルバオ | 37   | 52   | 1.41   |
| 9    | ルイス・ガルシア           | レアル・サラゴサ         | 37   | 52   | 1.41   |